# Russ Hamilton

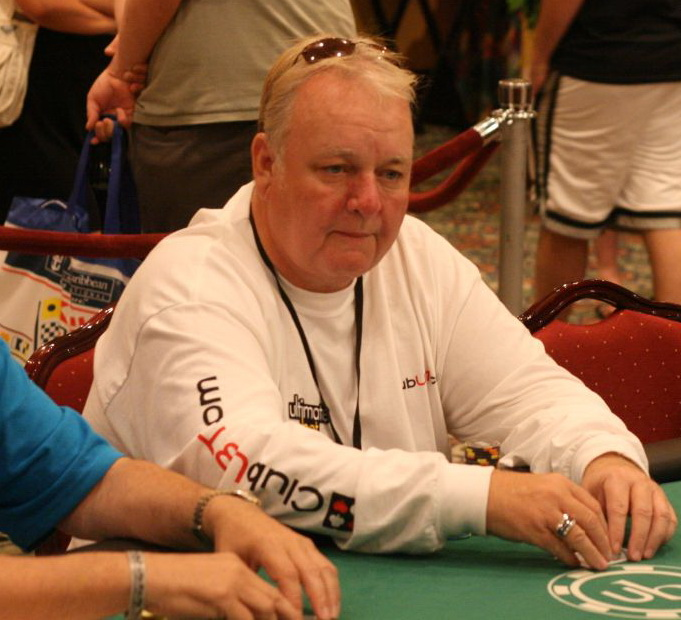
Russ Hamilton 2007

Russ Hamilton, född 1948 i Detroit, USA, är en amerikansk pokerspelare. Han vann World Series of Poker (WSOP) 1994. För detta vann han $1 miljon plus sin vikt i silver, då WSOP det året firade silverjubileum. Han har även varit framgångsrik blackjackspelare och har hittat på Elimination Blackjack och grundat Ultimate Blackjack Tour i vilket det spelas.
Hamilton har varit konsult inom spelindustrin och var knuten till internetpokersajten UltimateBet sedan dess grundande. 2008 utpekades Hamilton som huvudskyldig i en fuskskandal där han genom att med ett så kallat "superuser"-konto kunna se motståndarnas kort och därigenom fuskat till sig $6,1 miljoner, något som bland annat uppmärksammats i 60 Minutes.